# Rahimo FC
Il Rahimo Football Club è una società calcistica della città di Bobo-Dioulasso, in Burkina Faso.
La squadra gioca in casa allo Stade Wobi.

## Storia
Fu fondato dall'ex calciatore Rahim Ouédraogo nel 2012. Qui è cresciuto il futuro giocatore della nazionale Lassina Franck Traoré. La squadra divenne per la prima volta campione del Burkina Faso il 19 maggio 2019.

## Palmarès

### Competizioni nazionali
- Campionato del Burkina Faso: 2

2018-2019, 2024-25
- Coupe du Faso: 1

2019
- Supercoppa Burkinabé: 1

2020